# Severance (Colorado)
Severance é uma cidade  localizada no estado americano de Colorado, no Condado de Weld.

## Demografia
Segundo o censo americano de 2000, a sua população era de 597 habitantes.
Em 2006, foi estimada uma população de 2590, um aumento de 1993 (333.8%).

## Geografia
De acordo com o United States Census Bureau tem uma área de
5,6 km², dos quais 5,4 km² cobertos por terra e 0,2 km² cobertos por água. Severance localiza-se a aproximadamente 1490 m acima do nível do mar.

## Localidades na vizinhança
O diagrama seguinte representa as localidades num raio de 24 km ao redor de Severance.